# L'Atelier (1940-1944)
Pour les articles homonymes, voir L'Atelier et Atelier (homonymie).
L'Atelier était le nom d'un journal hebdomadaire de la collaboration socialiste au cours de l'occupation allemande de la France.
Lié au RNP de Marcel Déat, il porte en sous-titre « Hebdomadaire du Travail français ». Ses deux directeurs successifs viennent de la CGT et du parti socialiste, René Mesnard, de la Fédération CGT des employés et Gabriel Lafaye, secrétaire de l'Union départementale CGT de la Gironde, député SFIO.

## Rédaction
Le comité de rédaction est presque exclusivement composé de dirigeants de la CGT dont : Georges Dumoulin, secrétaire de l'Union départementale CGT du Nord ; Aimé Rey, secrétaire de l'Union départementale CGT Ain-Jura ; Pierre Vigne, secrétaire général de la Fédération du Sous-Sol ; Marcel Roy, secrétaire de la Fédération des Métaux ; Gaston Guiraud, secrétaire de l'Union départementale CGT de la Région parisienne.
Parmi ses rédacteurs, on note : Francis Delaisi, collaborateur de La Vie ouvrière depuis 1911, Léon Emery, Lucien Laurat, Marcel Lapierre, René de Marmande, Georges Albertini, Eugène Schueller, Charles Kunstler, Félicien Challaye, Pierre Vigne.
Tous sont des militants socialistes et syndicalistes unis par le rejet du communisme et par le pacifisme.

## Diffusion
Le tirage est de 30 000 exemplaires en janvier 1941, tombe à 15 000 en mars 1942 et remonté jusqu'à 20 000 jusqu'à la Libération.